# Muhammad Irfan Saeed Bhatti
Muhammad Irfan Saeed Bhatti (* 18. November 1992 in Lahore) ist ein pakistanischer Badmintonspieler.

## Karriere
Muhammad Irfan Saeed Bhatti nahm 2009 an den Badminton-Juniorenweltmeisterschaften teil. 2014 startete er bei den Asienspielen und bei den Commonwealth Games. Bei den Commonwealth Games wurde er sowohl im Herreneinzel als auch im Mixed 17. Bei den Asienspielen belegte er im Doppel Rang neun, im Mixed und im Einzel Rang 17. Zusammen mit Azeem Sarwar gewann er 2017 den Herrendoppeltitel bei den Nepal Annapurna International Badminton Championships. Bei den Pakistan International wurden beide 2016 und 2017 Zweite, 2019 Dritte.
Er war Bronzemedaillengewinner bei den Südasienspielen 2016 im Herreneinzel und Mannschaftswettbewerb.